# Liomera cinctimanus
Liomera cinctimanus is een krabbensoort uit de familie van de Xanthidae. De wetenschappelijke naam van de soort is voor het eerst geldig gepubliceerd in 1847 door White.